# Cascallá
Cascallá'', és una parròquia consagrada a Santa Maria pertanyent al municipi de Becerreá, província de Lugo.
Segons el padró municipal de 2004 la parròquia de Cascallá tenia 137 habitants (66 homes i 71 dones), distribuïts en 7 entitats de població (o lugares), el que pressuposà una disminució en relació al padró de l'any 1999 quan hi havia 170 habitants. Segons l'IGE, el 2014 la seva població va caure fins a les 112 persones (49 homes i 63 dones).

## Llocs
- O Areal
- Campo de Árbore
- Cascallá
- Curro
- A Lagúa
- Nantín
- Todón